# Lilliestiernska gården
Lilliestiernska gården är en borgargård i kvarteret Kronan Större vid Kyrkogatan 19 i Åmål. Byggnaden, som uppfördes under 1780-talet, är byggnadsminne sedan den 17 april 1978.

## Historia
Kvarteret Kronan Större anlades vid stadens grundläggning på 1640-talet. Det kom att indelas i femton icke genomgående tomter. Efter en brand år 1777, som ödelade hela kvarteret, upprättades en ny tomtordning där endast hörntomterna fick bebyggas för att motverka förödande eldsvådor. Numera är kvarteret indelat i sju tomter, vilka alla är bebyggda. På en av hörntomterna uppförde brukspatron Johan Åberg på 1780-talet en byggnad, som senare fick namnet Lilliestiernska gården efter dess ägare, postmästaren A E Lilliestierna. Huset tillbyggdes åt öster med en tvåvåningslänga i anslutande stil, troligen under början av 1800-talet. Tillbyggnaden har med all sannolikhet utbyggts under 1800-talet med ytterligare cirka två meter åt öster. Huset har i huvudsak fungerat som bostad, men tidigare har bottenvåningen inrymt postkontor och senare bibliotek och under åren 1883–1897 en flickskola – Åmåls Elementarskola för flickor. År 1921 uppfördes ett stall längs östra tomtgränsen som kanske redan från början fungerade som magasinsbyggnad, vilket varit dess huvudsakliga funktion.
Rörfirman NVS ägde under senare delen av 1900-talet magasinsbyggnaden men köpte också bostadshuset i början av 1990-talet. Huset ROT-renoverades 1992 och är sedan 2000 i privat ägo. Numera är huset enbart bostadshus med två lägenheter i bottenvåningen och en i övervåningen.

## Beskrivning
Lilliestiernska gården är belägen i det sydvästra hörnet av kvarteret Kronan Större. Tomten gränsar i väster mot Kyrkogatan och Stadsparken och i söder mot Södra Ågatan. Huvudbyggnaden är uppförd i direkt anslutning till trottoar och gata. En stor del av tomten lämnas öppen som trädgård i enlighet med 1777 års stadsplans föreskrift "till förminskande af vådelds kringspridande". År 1921 uppfördes en magasinsbyggnad längs östra tomtgränsen. Gårdsplanen har under senare år grusats och används till viss del som parkeringsplats. Vid tomtgränsen mot norr finns en mindre trädgård med träd och buskar. Trädgården liksom tomtgränsen mot Södra Ågatan avgränsas av ett glest spjälstaket. Lilliestiernska gården omges av äldre anslutande träbebyggelse från 1700- och 1800-talen.
Byggnaden är utförd i två våningar med sju fönsteraxlar åtskilda av pilasterliknande knutlådor. Pilastrarna har i enlighet med bruket i Västsverige påspikade lockbrädor vilket bidrar till att minska deras massivitet. Portalen i mittaxeln bär upp en på 1940-talet tillbyggd balkong. Portalen omges av en enkel dörromfattning med en tandsnittsornamenterad övre fris. Fönstren omges av enkla oprofilerade foder. Den profilerade taklisten avslutas vid gavlarna, ovan knutlådorna, som rikt utbildade kapitäl. Mellan kapitälen löper vid gavlarna tvärgående våningsband. Taklisten motsvaras vid sockeln av kraftiga förkroppade sockellister med skråbrädor. Även gårdsfasaden uppdelas av pilasterliknande knutlådor mellan fönsteraxlarna. Gårdsporten är en enkel, brunmålad spegeldörr med mångspröjsade glasrutor i övre dörrhalvan.
Huset tillbyggdes åt öster med en tvåvåningslänga i anslutande stil, troligen under början av 1800-talet. Tillbyggnaden är betydligt lägre än huvudbyggnaden och omfattar två fönsteraxlar. De senare är liksom vid huvudbyggnaden åtskilda av pilasterliknande knutlådor men utan påspikade lockbrädor. Mot gården vetter två dörrar, den ena med skärmtak och vinklad yttertrappa. Tillbyggnaden har med all sannolikhet utbyggts under 1800-talet med ytterligare cirka två meter åt öster. Knutlådornas placering och avsaknaden av hörnknut samt sockelbräda tyder på detta. I utbyggnaden är upptagen en dörr (med skärmtak och yttertrappa enligt ovan), en exteriör förändring som bryter mot den i övrigt symmetriska fasaden.